# Ramblin' Gamblin' Man
| Recensione              | Giudizio   |
| ----------------------- | ---------- |
| AllMusic                | [ 1 ]      |
| Sputnikmusic            | 2.9 (Good) |
| Dizionario del Pop-Rock | [ 3 ]      |
| 24.000 dischi           | [ 4 ]      |

Ramblin' Gamblin' Man è un album a nome del gruppo The Bob Seger System, pubblicato dalla Capitol Records nel febbraio del 1969.
Due brani contenuti nell'album e pubblicati anche in formato singolo si classificarono nella Chart di Billboard Hot 100: Ramblin' Gamblin' Man (al 17º posto) e Ivory (al 97º posto).

## Tracce

### LP
Lato A
Testi e musiche di Bob Seger, eccetto dove indicato.
1. Ramblin' Gamblin' Man – 2:20
2. Tales of Lucy Blue – 2:23
3. Ivory – 2:25
4. Gone – 3:25 (Dan Honaker)
5. Down Home – 3:10
6. Train Man – 4:05

Lato B
Testi e musiche di Bob Seger.
1. White Wall – 5:15
2. Black Eyed Girl – 6:30
3. 2 + 2 = ? – 2:47
4. Doctor Fine – 1:05
5. The Last Song (Love Needs to Be Loved) – 3:02

## Musicisti
- Bob Seger - chitarra solista, voce, pianoforte, organo
- Dan Honaker - basso, voce
- Pep Perrine - batteria, voce
- Bob Schultz - organo (brano: Ramblin' Gamblin' Man)
- Mike Erelwine - armonica blues (blues harp) (brano: Down Home)
- Glenn Frey - chitarra acustica, accompagnamento vocale, cori (brano: Ramblin' Gamblin' Man) non accreditato sull'album[8][9]
- The Bob Seger System - arrangiamenti, produttore
- Punch (Ed Andrews) - arrangiamenti, produttore
- Jim Bruzzese - ingegnere del suono[10]